# Oedaspis hyalibasis
Oedaspis hyalibasis är en tvåvingeart som beskrevs av Amnon Freidberg och Moises Kaplan 1992. Oedaspis hyalibasis ingår i släktet Oedaspis och familjen borrflugor.
Artens utbredningsområde är Etiopien. Inga underarter finns listade i Catalogue of Life.